# Wiechs (Steißlingen)
Das Dorf Wiechs ist der einzige Ortsteil der Gemeinde Steißlingen im Landkreis Konstanz in Baden-Württemberg.

## Geographie
Die Ortschaft liegt rund 2,2 Kilometer nordwestlich vom Kernort Steißlingen.
Zu Wiechs gehören das Dorf Wiechs und der Weiler Schoren.

## Geschichte
Eine vor- und frühgeschichtliche Besiedlung kann durch spätbronzezeitliche Funde (etwa 1300–800 vor Christus) nachgewiesen werden. Zudem ist heute noch in den Gewannen „Schachenwies“ und „Krautgarten“ eine im 3. Jh. n. Chr. erbaute Römerstraße erkennbar. Von Eschenz-Stein am Rhein kommend führte sie über Friedingen, Maiershöfe und Wiechs nach Orsingen.
Die erste urkundliche Erwähnung von Wiechs stammt aus dem Jahr 1277, damals belehnte der Bischof von Bamberg König Rudolf I. von Habsburg mit Wiechs, der den Ort dem Grafen von Mangold von Nellenburg überließ. Die Turmburg zu Wiechs wurde allerdings wohl schon um 1100 errichtet. Im Jahr 1499 wurde das nellenburgische Wiechs im Schweizerkrieg von den Eidgenossen geplündert und niedergebrannt. In Wiechs waren die Herren von Homburg und die Herren von Bodmann zu Wiechs begütert.
1565 kaufte Hans Conrad von Bodman von seinem Schwiegervater Wolf von Homburg das Schloss, den Turm und das halbe Dorf Wiechs. Nach dem Tode von Wolf von Homburg 1566 erbte Hans Conrad von Bodman einen weiteren Anteil an Wiechs. Den Rest kaufte er 1566 dazu, von da an war er alleiniger Inhaber des Rittergutes Wiechs. Die Herren von Bodman blieben bis in die 2. Hälfte des 18. Jahrhunderts im Besitz des Ortes. Wiechs war von 1806 bis 1810 württembergisch, ab 1810 badisch (Bezirksamt Stockach). Zum 1. Juli 1972 wurde die zuvor selbstständige Gemeinde Wiechs im Landkreis Stockach zur Gemeinde Steißlingen eingemeindet, nachdem 1935 eine Eingemeindung am Widerstand beider Gemeinden gescheitert war.

### Einwohnerentwicklung
Der Ortsteil Wiechs hatte am 31. Dezember 2013 gemäß Rathausstatistik 173 Einwohner.

## Wappen
Das Wappen der ehemaligen Gemeinde Wiechs zeigt in Rot einen golden bordierten schwarzen Schrägbalken, begleitet von je einem achtspeichigen goldenen Rad. Der im Jahre 1899 von der Gemeinde angenommene Vorschlag des Badischen Generallandesarchivs in Karlsruhe ist eine Kombination aus dem Wappen der Familie von Roll, die allerdings nur wenige Jahre die Herrschaft Wiechs innehatte. Der Volksmund brachte die Räder mit dem Wiechser Handwerk in Verbindung; der Schrägbalken soll an das Torfstechen im nahen Ried erinnern.

## Sehenswürdigkeiten
- Kirche
- Das Schloss Wiechs war Sitz der Herren von Bodmann zu Wiechs, heute gehört es zum Golfplatz
- Gasthof Kreuz

## Wirtschaft
Schwerpunkt der Wirtschaft bildet in Wiechs die Landwirtschaft.